# Navegação interior
A navegação interior é um sistema de transporte que permite que navios e barcaças utilizem as vias navegáveis interiores (como canais, rios e lagos). Essas hidrovias têm portos interiores, marinas e cais.